# Jana Čepelová
Jana Čepelová (nacida el 29 de mayo de 1993 en Košice) es una tenista profesional de Eslovaquia. Su mejor clasificación WTA individual la alcanzó el 12 de mayo de 2014 alcanzando el Nº50 del ranking.
Hasta la fecha, Jana ha logrado un total de 6 títulos individuales y 3 de dobles en el circuito ITF.

## Títulos WTA (0; 0+0)

### Individuales (0)
| Leyenda                    |
| Grand Slam (0)             |
| WTA Tour Championships (0) |
| Premier Mandatory (0)      |
| Premier 5 (0)              |
| Premier (0)                |
| International (0)          |

#### Finalista (1)
| #  | Fecha              | Torneo     | Superficie    | Oponente en final | Resultado |
| -- | ------------------ | ---------- | ------------- | ----------------- | --------- |
| 1. | 6 de abril de 2014 | Charleston | Tierra batida | Andrea Petković   | 5-7, 2-6  |